# Bob Dylan World Tour 1978
World Tour 1978 es una gira del músico estadounidense Bob Dylan. La gira incluyó un total de cinco etapas con 114 conciertos repartidos entre Japón, Oceanía, Europa y los Estados Unidos, con cerca de dos millones de asistentes en total. Para la gira, Dylan formó un grupo de ocho miembros acompañado de tres coristas femeninas. Cuando Dylan llevó la gira a Norteamérica en septiembre de 1978, la prensa describió el aspecto y el sonido de los conciertos como 'Las Vegas Tour'. La gira recaudó más de veinte millones de dólares, y Dylan reconoció al periódico Los Angeles Times que tenía algunas deudas que pagar porque «tuve un par de años malos. Puse un montón de dinero en la película [Renaldo and Clara], construí una casa grande... y cuesta mucho divorciarse en California». Durante la gira, Dylan comenzó a sentirse atraído por la fe cristiana y se convirtió en un cristiano renacido.
Los conciertos en Tokio en febrero y marzo fueron grabados y publicados en el doble álbum en directo Bob Dylan at Budokan. La crítica musical fue mixta, con Robert Christgau otorgando al álbum una calificación de C+ y Janet Maslin, de la revista Rolling Stone, defendiendo el disco y comentando que «estas últimas versiones en directo de sus viejas canciones tienen el efecto de liberar a Dylan de las originales».

## Conciertos
| Fecha                    | Ciudad         | País           | Escenario                                |
| ------------------------ | -------------- | -------------- | ---------------------------------------- |
| Asia                     |                |                |                                          |
| 20 de febrero de 1978    | Tokio          | Japón          | Nippon Budokan                           |
| 21 de febrero de 1978    | Tokio          | Japón          | Nippon Budokan                           |
| 23 de febrero de 1978    | Tokio          | Japón          | Nippon Budokan                           |
| 24 de febrero de 1978    | Osaka          | Japón          | Matsushita Denki Taiikukan               |
| 25 de febrero de 1978    | Osaka          | Japón          | Matsushita Denki Taiikukan               |
| 26 de febrero de 1978    | Osaka          | Japón          | Matsushita Denki Taiikukan               |
| 28 de febrero de 1978    | Tokio          | Japón          | Nippon Budokan                           |
| 1 de marzo de 1978       | Tokio          | Japón          | Nippon Budokan                           |
| 2 de marzo de 1978       | Tokio          | Japón          | Nippon Budokan                           |
| 3 de marzo de 1978       | Tokio          | Japón          | Nippon Budokan                           |
| 4 de marzo de 1978       | Tokio          | Japón          | Nippon Budokan                           |
| Oceanía                  |                |                |                                          |
| 9 de marzo de 1978       | Auckland       | Nueva Zelanda  | Western Springs Stadium                  |
| 12 de marzo de 1978      | Brisbane       | Australia      | Brisbane Festival Hall                   |
| 13 de marzo de 1978      | Brisbane       | Australia      | Brisbane Festival Hall                   |
| 14 de marzo de 1978      | Brisbane       | Australia      | Brisbane Festival Hall                   |
| 15 de marzo de 1978      | Brisbane       | Australia      | Brisbane Festival Hall                   |
| 18 de marzo de 1978      | Adelaide       | Australia      | Westlake Stadium                         |
| 20 de marzo de 1978      | Melbourne      | Australia      | Sidney Myer Music Bowl                   |
| 21 de marzo de 1978      | Melbourne      | Australia      | Sidney Myer Music Bowl                   |
| 22 de marzo de 1978      | Melbourne      | Australia      | Sidney Myer Music Bowl                   |
| 25 de marzo de 1978      | Perth          | Australia      | Perth Entertainment Centre               |
| 27 de marzo de 1978      | Perth          | Australia      | Perth Entertainment Centre               |
| 1 de abril de 1978       | Sídney         | Australia      | Sídney Sports Ground                     |
| Norteamérica (1ª etapa)  |                |                |                                          |
| 1 de junio de 1978       | Los Ángeles    | Estados Unidos | Universal Amphitheater                   |
| 2 de junio de 1978       | Los Ángeles    | Estados Unidos | Universal Amphitheater                   |
| 3 de junio de 1978       | Los Ángeles    | Estados Unidos | Universal Amphitheater                   |
| 4 de junio de 1978       | Los Ángeles    | Estados Unidos | Universal Amphitheater                   |
| 5 de junio de 1978       | Los Ángeles    | Estados Unidos | Universal Amphitheater                   |
| 6 de junio de 1978       | Los Ángeles    | Estados Unidos | Universal Amphitheater                   |
| 7 de junio de 1978       | Los Ángeles    | Estados Unidos | Universal Amphitheater                   |
| Europa                   |                |                |                                          |
| 15 de junio de 1978      | Londres        | Inglaterra     | Earls Court Exhibition Centre            |
| 16 de junio de 1978      | Londres        | Inglaterra     | Earls Court Exhibition Centre            |
| 17 de junio de 1978      | Londres        | Inglaterra     | Earls Court Exhibition Centre            |
| 18 de junio de 1978      | Londres        | Inglaterra     | Earls Court Exhibition Centre            |
| 19 de junio de 1978      | Londres        | Inglaterra     | Earls Court Exhibition Centre            |
| 20 de junio de 1978      | Londres        | Inglaterra     | Earls Court Exhibition Centre            |
| 23 de junio de 1978      | Róterdam       | Países Bajos   | Feijenoord Stadion                       |
| 26 de junio de 1978      | Dortmund       | Alemania       | Westfalenhallen                          |
| 27 de junio de 1978      | Dortmund       | Alemania       | Westfalenhallen                          |
| 29 de junio de 1978      | Berlín         | Alemania       | Deutschlandhalle                         |
| 1 de julio de 1978       | Núremberg      | Alemania       | Zeppelinfeld                             |
| 3 de julio de 1978       | París          | Francia        | Pavillon de Paris                        |
| 4 de julio de 1978       | París          | Francia        | Pavillon de Paris                        |
| 5 de julio de 1978       | París          | Francia        | Pavillon de Paris                        |
| 6 de julio de 1978       | París          | Francia        | Pavillon de Paris                        |
| 9 de julio de 1978       | París          | Francia        | Pavillon de Paris                        |
| 11 de julio de 1978      | Gothenburg     | Suecia         | Scandinavium                             |
| 12 de julio de 1978      | Gothenburg     | Suecia         | Scandinavium                             |
| 15 de julio de 1978      | Camberley      | Inglaterra     | Blackbushe Aerodrome                     |
| Norteamérica (2ª etapa)  |                |                |                                          |
| 15 de septiembre de 1978 | Augusta        | Estados Unidos | Augusta Civic Center                     |
| 16 de septiembre de 1978 | Portland       | Estados Unidos | Cumberland County Civic Center           |
| 17 de septiembre de 1978 | New Haven      | Estados Unidos | New Haven Coliseum                       |
| 19 de septiembre de 1978 | Montreal       | Canadá         | Montreal Forum                           |
| 20 de septiembre de 1978 | Boston         | Estados Unidos | Boston Garden                            |
| 22 de septiembre de 1978 | Syracuse       | Estados Unidos | Oncenter War Memorial Arena              |
| 23 de septiembre de 1978 | Rochester      | Estados Unidos | Rochester War Memorial                   |
| 24 de septiembre de 1978 | Binghamton     | Estados Unidos | Broome County Veterans Memorial Arena    |
| 26 de septiembre de 1978 | Springfield    | Estados Unidos | Springfield Civic Center                 |
| 27 de septiembre de 1978 | Uniondale      | Estados Unidos | Nassau Veterans Memorial Coliseum        |
| 29 de septiembre de 1978 | Nueva York     | Estados Unidos | Madison Square Garden                    |
| 30 de septiembre de 1978 | Nueva York     | Estados Unidos | Madison Square Garden                    |
| 3 de octubre de 1978     | Norfolk        | Estados Unidos | Scope Arena                              |
| 4 de octubre de 1978     | Baltimore      | Estados Unidos | Baltimore Civic Center                   |
| 5 de octubre de 1978     | Landover       | Estados Unidos | Capital Centre                           |
| 6 de octubre de 1978     | Filadelfia     | Estados Unidos | The Spectrum                             |
| 7 de octubre de 1978     | Providence     | Estados Unidos | Providence Civic Center                  |
| 9 de octubre de 1978     | Buffalo        | Estados Unidos | Buffalo Memorial Auditorium              |
| 12 de octubre de 1978    | Toronto        | Canadá         | Maple Leaf Gardens                       |
| 13 de octubre de 1978    | Detroit        | Estados Unidos | Detroit Olympia                          |
| 14 de octubre de 1978    | Terre Haute    | Estados Unidos | Hulman Center                            |
| 15 de octubre de 1978    | Cincinnati     | Estados Unidos | Riverfront Coliseum                      |
| 17 de octubre de 1978    | Chicago        | Estados Unidos | Chicago Stadium                          |
| 18 de octubre de 1978    | Chicago        | Estados Unidos | Chicago Stadium                          |
| 20 de octubre de 1978    | Richfield      | Estados Unidos | Richfield Coliseum                       |
| 21 de octubre de 1978    | Toledo         | Estados Unidos | Centennial Arena                         |
| 22 de octubre de 1978    | Dayton         | Estados Unidos | University of Dayton Arena               |
| 24 de octubre de 1978    | Louisville     | Estados Unidos | Freedom Hall                             |
| 25 de octubre de 1978    | Indianapolis   | Estados Unidos | Market Square Arena                      |
| 27 de octubre de 1978    | Kalamazoo      | Estados Unidos | Wings Stadium                            |
| 28 de octubre de 1978    | Carbondale     | Estados Unidos | SIU Arena                                |
| 29 de octubre de 1978    | St. Louis      | Estados Unidos | Checkerdome                              |
| 31 de octubre de 1978    | Saint Paul     | Estados Unidos | St. Paul Civic Center                    |
| 1 de noviembre de 1978   | Madison        | Estados Unidos | Dane County Memorial Coliseum            |
| 3 de noviembre de 1978   | Kansas City    | Estados Unidos | Kemper Arena                             |
| 4 de noviembre de 1978   | Omaha          | Estados Unidos | Omaha Civic Auditorium                   |
| 6 de noviembre de 1978   | Denver         | Estados Unidos | McNichols Sports Arena                   |
| 9 de noviembre de 1978   | Portland       | Estados Unidos | Portland Memorial Coliseum               |
| 10 de noviembre de 1978  | Seattle        | Estados Unidos | Hec Edmundson Pavilion                   |
| 11 de noviembre de 1978  | Vancouver      | Canadá         | Pacific National Exhibition Hall         |
| 13 de noviembre de 1978  | Oakland        | Estados Unidos | Alameda County Coliseum                  |
| 14 de noviembre de 1978  | Oakland        | Estados Unidos | Alameda County Coliseum                  |
| 16 de noviembre de 1978  | Inglewood      | Estados Unidos | Inglewood Forum                          |
| 17 de noviembre de 1978  | San Diego      | Estados Unidos | San Diego Sportd Arena                   |
| 18 de noviembre de 1978  | Tempe          | Estados Unidos | Arizona State University Activity Center |
| 19 de noviembre de 1978  | Tucson         | Estados Unidos | McKale Memorial Center                   |
| 21 de noviembre de 1978  | El Paso        | Estados Unidos | Special Events Arena                     |
| 23 de noviembre de 1978  | Norman         | Estados Unidos | Lloyd Noble Center                       |
| 24 de noviembre de 1978  | Fort Worth     | Estados Unidos | Fort Worth Convention Center             |
| 25 de noviembre de 1978  | Austin         | Estados Unidos | Special Events Center                    |
| 26 de noviembre de 1978  | Houston        | Estados Unidos | The Summit                               |
| 28 de noviembre de 1978  | Jackson        | Estados Unidos | Mississippi Coliseum                     |
| 29 de noviembre de 1978  | Baton Rouge    | Estados Unidos | L.S.U. Assembly Center                   |
| 1 de diciembre de 1978   | Memphis        | Estados Unidos | Mid-South Coliseum                       |
| 2 de diciembre de 1978   | Nashville      | Estados Unidos | Nashville Municipal Auditorium           |
| 3 de diciembre de 1978   | Birmingham     | Estados Unidos | Birmingham–Jefferson Convention Complex  |
| 5 de diciembre de 1978   | Mobile         | Estados Unidos | Mobile Civic Center                      |
| 7 de diciembre de 1978   | Greensboro     | Estados Unidos | Greensboro Coliseum                      |
| 8 de diciembre de 1978   | Savannah       | Estados Unidos | Savannah Civic Center                    |
| 9 de diciembre de 1978   | Columbia       | Estados Unidos | Carolina Coliseum                        |
| 10 de diciembre de 1978  | Charlotte      | Estados Unidos | Charlotte Coliseum                       |
| 12 de diciembre de 1978  | Atlanta        | Estados Unidos | Omni Coliseum                            |
| 13 de diciembre de 1978  | Jacksonville   | Estados Unidos | Jacksonville Coliseum                    |
| 15 de diciembre de 1978  | Lakekand       | Estados Unidos | Lakeland Center                          |
| 16 de diciembre de 1978  | Pembroke Pines | Estados Unidos | Hollywood Sportatorium                   |